# Meganeurula selysii
Meganeurula selysii (лат.) — ископаемый вид гигантских стрекозообразных насекомых из семейства Meganeuridae (Protodonata). Единственный представитель рода Meganeurula. Голотип MNHN.F.R52939 известен из гжельского яруса Коммантри, (Франция) это отпечаток насекомого на песчанике. Первоначально вид описан как Meganeura selysi. 
Голова и отчасти грудь голотипа, к сожалению, являются артефактами, просто процарапанными в материнской породе. Как и у Odonata, грудь у Meganeurula selysii наклонена каудально, что приводит к так называемому «торакальному перекосу», и наклону плоскости крыльев относительно продольной оси тела. Этот перекос приводит к переднему смещению ног у Meganeurula selysii и Odonata. Более переднее положение ног облегчает захват объектов перед животным, а также манипулирование материалами, удерживаемыми перед головой, такими как добыча.